# Auf meinen lieben Gott
Auf meinen lieben Gott är en tysk begravningspsalm med musik ur Schöne kurzweilige teutsche Lieder av Jacob Regnart från 1578. Texten skrevs av Sigismund Weingärtner 1620.
I den svenska översättningen är vers 5, 6 och 11 tillagda. Det har även funnits en vers mellan 7 och 8 som började Sidst då stunden är när. Den togs bort av Jesper Swedberg inför 1695 års psalmbok. 

## Text
| Tysk text (publicerad 1862) |
| --- |
| 1. Auf meinen lieben Gott Trau ich in angst und noth: Er kann mich all'zeit retten Aus trübsal, angst und nöthen: Mein unglück kann er wenden, Steht all's in seinen händen. 2. Ob mich mein' sünd' anficht, Will ich verzagen nicht; Auf Christum will ich bauen, Und ihm allein vertrauen, Ihm thu' ich mich ergeben, Im tod und auch im leben. 3. Ob mich der tod nimmt hin, Ist sterben mein gewinn, Und Christus ist mein leben, Dem thu' ich mich ergeben, Ich sterb' heut' oder morgen, Mein' seel' wird Gott versorgen. 4. O! mein herr Jesu Christ! Der du so g'duldig bist Für mich am kreuz gestorben, Hast mir das heil erworben, Auch uns allen zugleiche Das ewig himmelreiche. 5. Amen! zu aller stund' Sprech'n wir aus herzensgrund: Du wollest uns thun leiten, Herr Christ! zu allen zeiten, Auf daß wir deinen namen Ewiglich preisen, Amen. |

## Publicerad i
- Psalmboken Vattukällan (4 verser).
- Den svenska psalmboken 1694 som nummer 450 under rubriken "Död- och Begrafnings Psalmer".
- 1695 års psalmbok som nummer 385 under rubriken "Dödz- och Begrafningz-Psalmer".[2]

## Koralbearbetningar

### Orgel
- Auf meinen lieben Gott av Franz Tunder.[3]